# Pháo đài Ceglarski
Pháo đài Ceglarski là một pháo đài trong hệ thống các thành trì bảo vệ thành phố Wrocław, nằm ở phía đông bắc của bức tường bao quanh bên ngoài trung tâm thành phố (nay là phố cổ Wrocław).

## Lịch sử
Pháo đài Ceglarski được xây dựng vào năm 1585, nằm ngay bên cạnh cổng Ceglar. Pháo đài được thiết kế phong cách kiến trúc của Ý bởi kiến trúc sư Hans Schneider von Lindau, người đã có thiết kế và xây dựng nhiều pháo đài khác trước đây tại Pomorzu và Śląsku.
Pháo đài có các hầm trú ẩn kiên cố, được xây dựng bằng gạch và bê tông chắc chắn, có khả năng chống lại pháo binh của địch, kiến trúc này cũng giống như các pháo đài khác ở Wrocław được thiết kế bởi Schneider. Pháo đài cũng được trang bị các lô cốt nhỏ ở trước các bức tường, và các tháp pháo cỡ nhỏ ở các vị trí đầu góc bức tường. Chính kiến trúc này đã tăng khả năng phòng thủ và tính chắc chắn của pháo đài Ceglarski.
Sau năm 1807, pháo đài được biến thành một nơi để quan sát, cũng là một phần của lối đi dạo từ trung tâm phố cổ kéo dài ra; các hầm trú ẩn đã bị chôn vùi và tất cả các thiết bị quân sự đã được tháo gỡ. Sau đó, để vinh danh nhà văn và diễn viên Karla von Holteia, ngọn đồi được đặt tên là Holtei Höhe - "Đồi Holtei ", một tượng đài với bức tượng của nghệ sĩ này đã được dựng lên trên đỉnh của nó. Từ sau năm 1945, nó được đổi tên thành Đồi Ba Lan; vị trí nằm ở giữa các đường Garncarska, Purkyniego, Promenada Staromiejska và Xawery Dunikowski chạy dọc theo bờ sông Odra.

## Thư viện ảnh

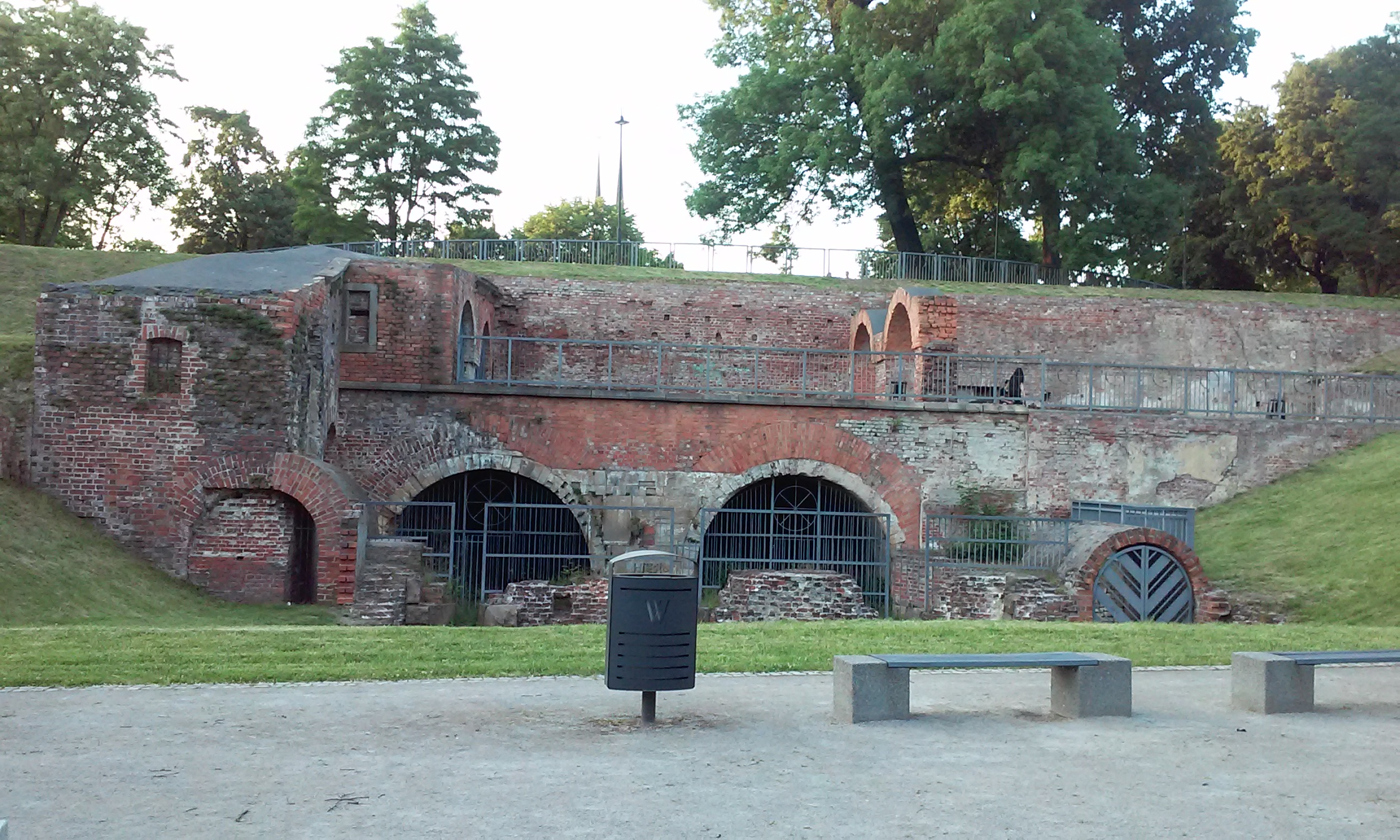
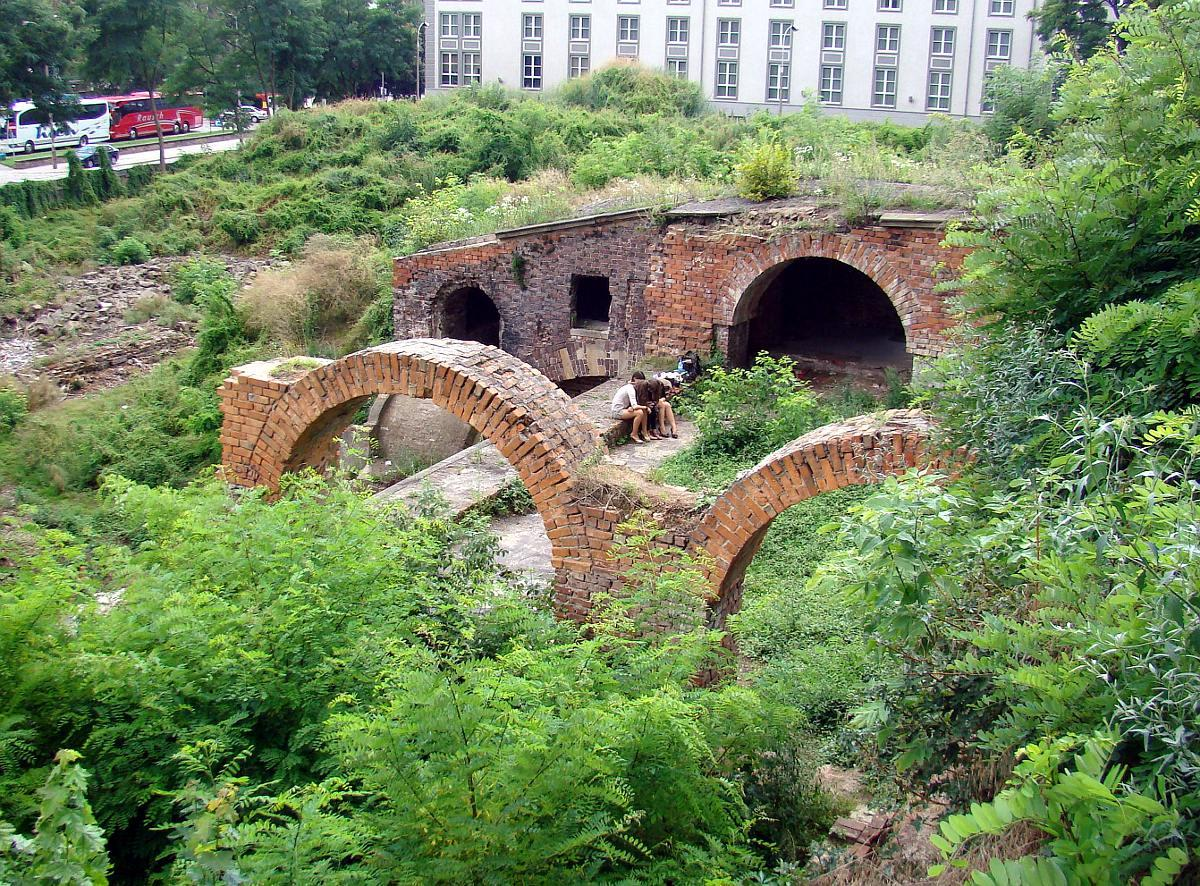
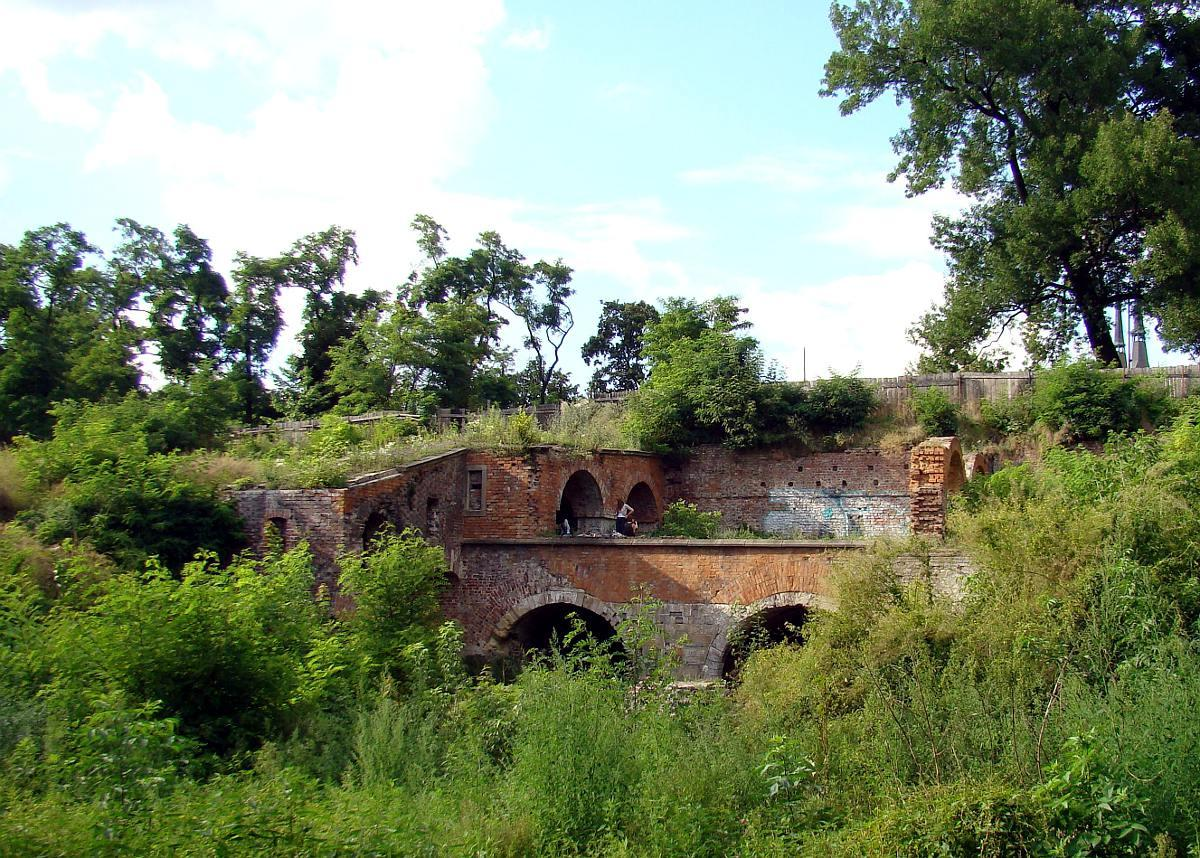
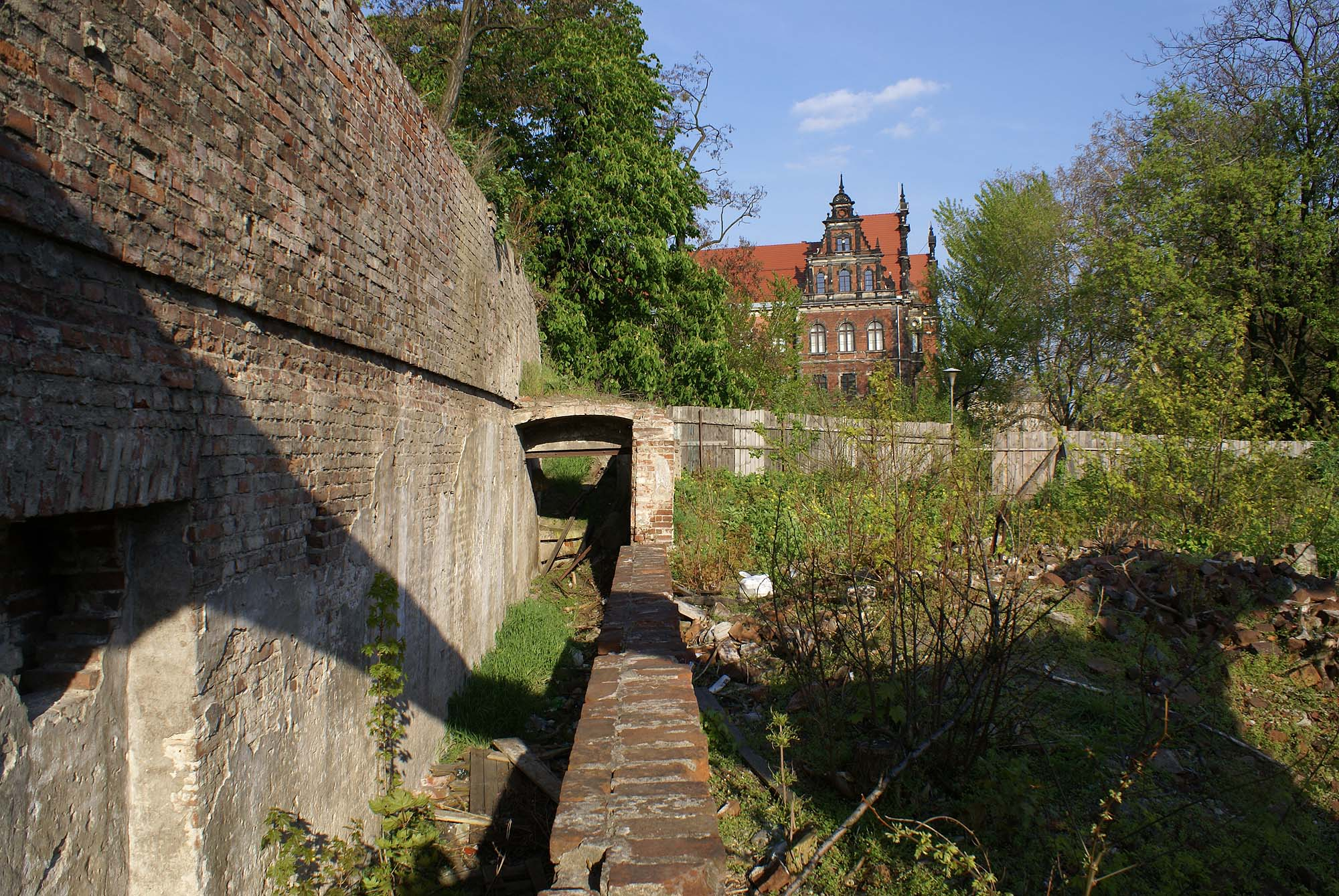
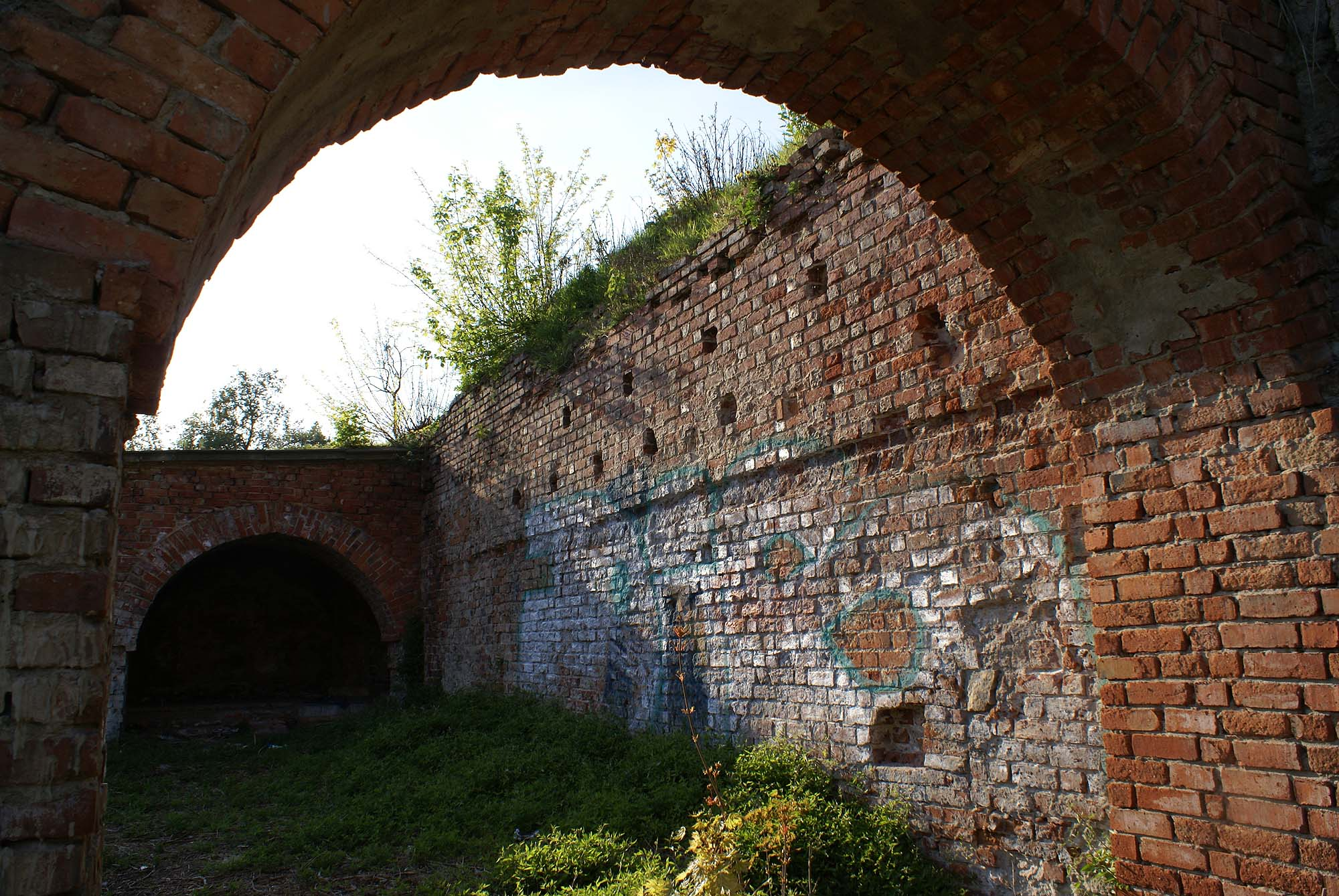